# Jordi Mitjà
Jordi Mitjà (Figueras, Gerona; 22 de mayo de 1970) es un artista español que ha realizado residencias en Ciudad de México y São Paulo. Su trabajo formalmente heterogéneo, se mueve en los territorios del archivo, la compilación y la apropiación para hablar de problemáticas sociales o cuestionar aspectos sobre el individuo y el arte. Se le ha dedicado una exposición en el Espai 13 de la Fundació Joan Miró,  y ha participado en las exposiciones inaugurales del Bòlit Centro de Arte Contemporáneo de Girona y del Canódromo de Barcelona, y su obra se encuentra en colecciones públicas como el Museo del Empordà, la mediateca de la Fundación "la Caixa", o el Centro Gallego de Arte Contemporáneo, entre otros.